# Albrecht Dürer

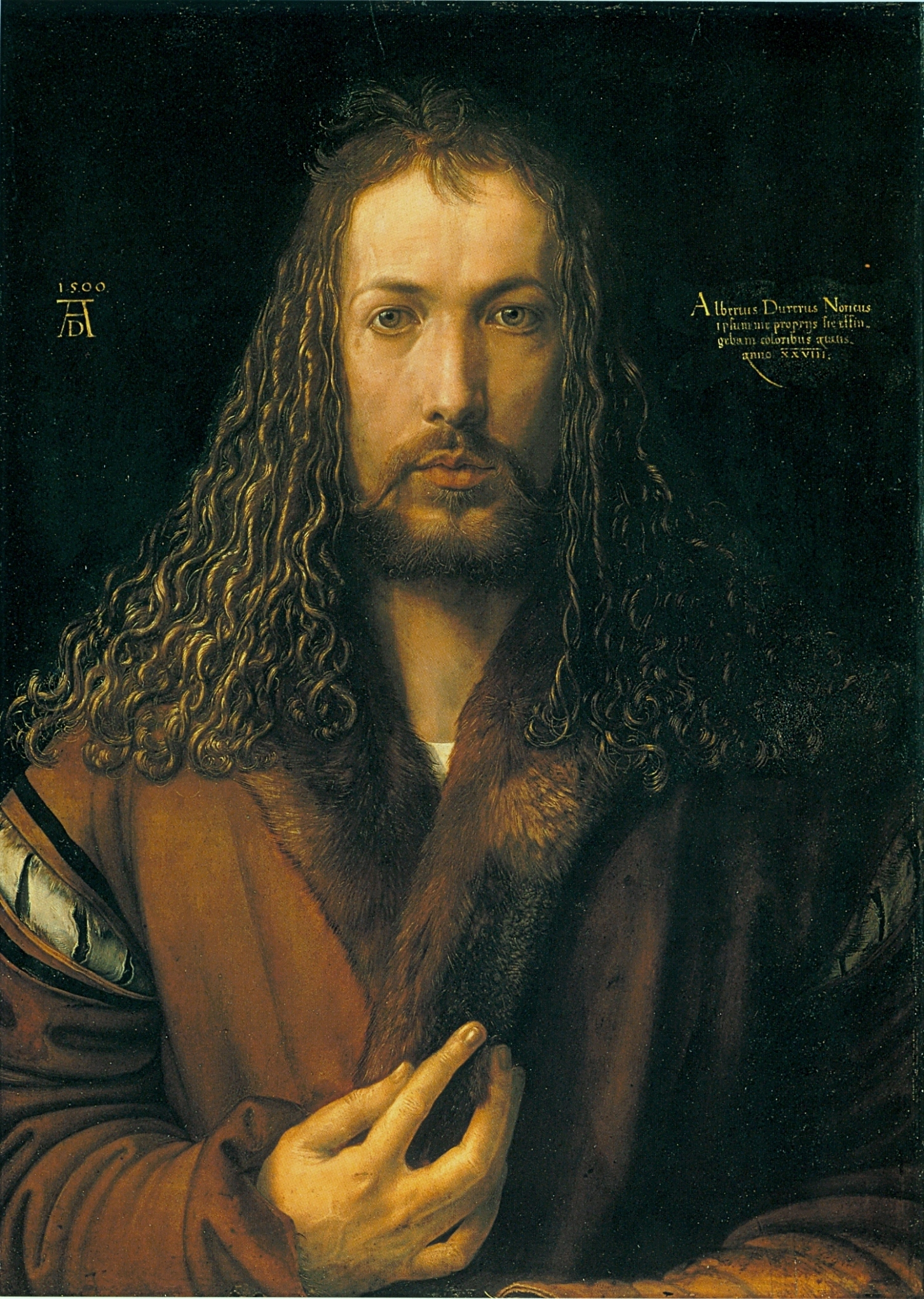
Albrecht Dürer, autoportret (1500),Alte Pinakothek, München

Albrecht Dürer (pronunție germană: [ˈalbʁɛçt ˈdyːʁɐ]; n. 21 mai 1471, Nürnberg, Sfântul Imperiu Roman – d. 6 aprilie 1528, Nürnberg, Sfântul Imperiu Roman) a fost un pictor german, creator de gravuri și teoretician al artei, una din personalitățile de seamă ale istoriei universale a artei. Opera sa impregnată de ideile Renașterii, Umanismului și Reformei a exercitat o deosebită influență în special asupra artiștilor germani și olandezi de mai târziu. Cu cele ca. 350 de gravuri în lemn și 100 gravuri în cupru a contribuit în mod hotărâtor la dezvoltarea gravurii ca formă de artă de sine stătătoare.
Personalitate multilaterală a epocii, s-a ocupat nu numai de artele grafice, ci și de matematică, mecanică și literatură.
S-a format sub influența umaniștilor din orașul natal, dar și din Țările de Jos și Italia, unde a întreprins diverse călătorii.
Operele sale reflectă tendința înaintată a societății germane, lupta de clasă din perioada Reformei și a Războiului Țărănesc German.

## Viața și opera
Albrecht Dürer s-a născut la 21 mai 1471 în Nürnberg, al treilea fiu din cei 18 copii ai lui Albrecht Ajtósi, meșter originar din Regatul Ungariei, stabilit la Nürnberg, și Barbara  (născută Holper) Dürer. Tatăl său era giuvaergiu, lucra în special cu aur, meserie pe care ar fi dorit să o transmită și fiului său. Tânărul Albrecht are însă mai degrabă înclinații spre desen, lucrează pe pergament și încearcă primele sale gravuri. Între anii 1486 și 1490 își face ucenicia în atelierul pictorului și gravorului Michael Wolgemut, fiind influențat de gravurile în lemn ale acestuia pentru ilustrarea cărții „Weltchronik” („Cronica lumii”, 1488-1493) de Hartmann Schedel, la care ar fi și colaborat. Conform obiceiului german din epoca medievală, începând cu anul 1490, Albrecht Dürer întreprinde călătorii prin diverse centre (Strasbourg, Colmar și Basel), pentru a învăța de la alți maeștri ai vremii. Lucrările sale din această perioadă demonstrază influența școlii vechi olandeze (Robert Campin, Jan van Eyck, Rogier van der Weyden). În 1494 se însoară cu Agnes Frey, dintr-o înstărită familie burgheză din Nürnberg.

### Prima călătorie înItaliași perioada până în1505
În octombrie 1494 pleacă pentru prima dată în Italia, și anume la Veneția, unde studiază operele maeștrilor din secolul al XV-lea și copiază gravurile în cupru ale lui Andrea Mantegna. Întors la Nürnberg, își deschide în 1497 propriul atelier. Din această perioadă datează operele sale „Apokalypse”  („Apocalipsa”, o serie de gravuri în lemn, 1498), Der verlorene Sohn („Fiul pierdut”, gravură în cupru, 1498), „Autoportret” (1498) aflat la Museo del Prado din Madrid și autoportretul din 1500 - reprodus la începutul acestui articol - care sugerează chipul lui Iisus. Legăturile lui Dürer cu Umanismul se reflectă în ilustrarea cărții „Quatuor libri Amorum” (1502) de Conrad Celti.

### Perioada1505-1520

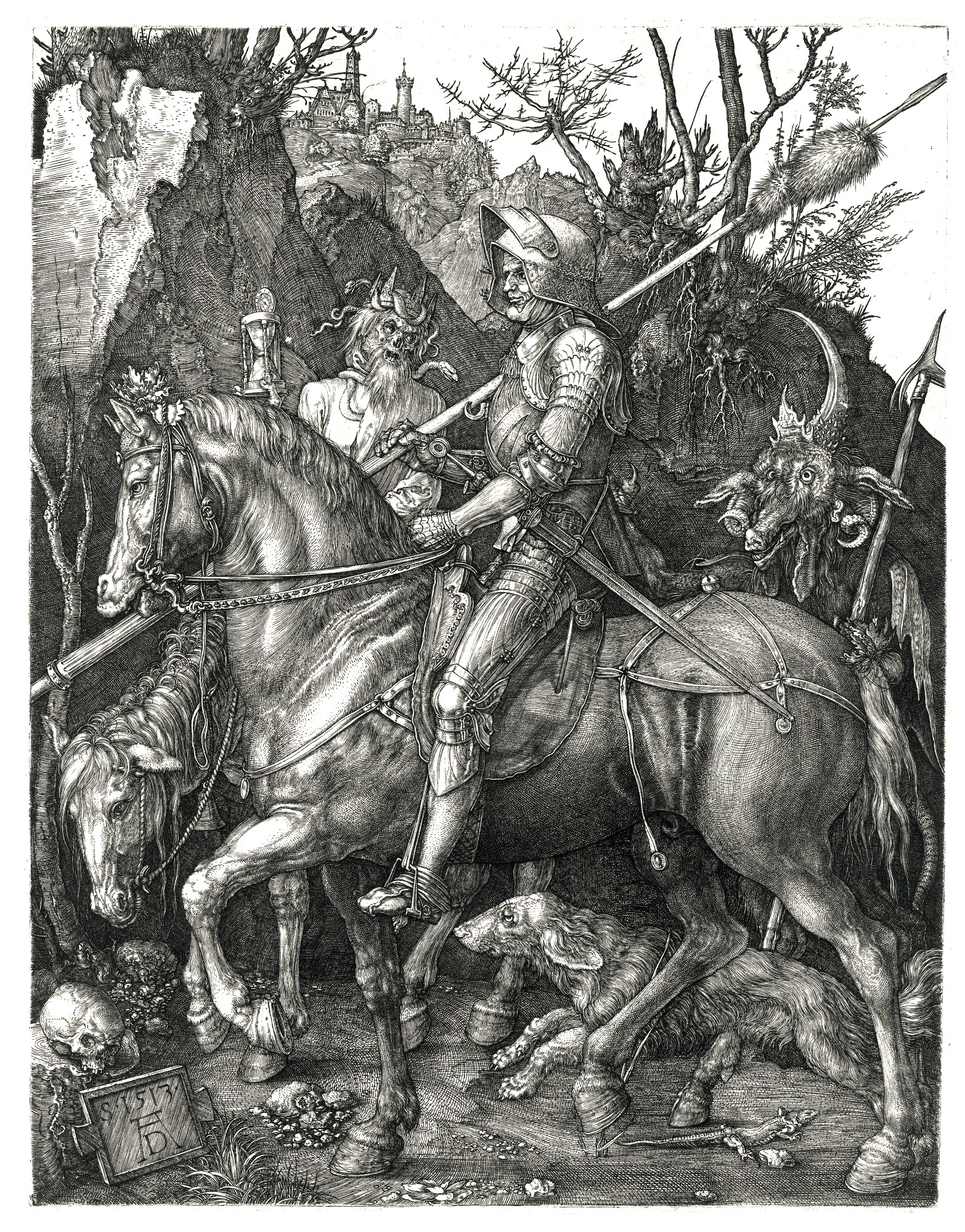
Cavalerul, Moartea și Diavolul (1513), gravură în cupru a lui Albrecht Dürer

Între anii 1505 și 1507, Dürer întreprinde o nouă călătorie la Veneția, unde cunoaște pe Giovanni Bellini, pe care îl consideră drept cel mai bun pictor („Bester in der Malerei”) și de la care preia forța și profunzimea coloritului. Primește din partea negustorilor germani din Veneția comanda unui tablou de altar, „Rosenkranzfest”  („Sărbătoarea Rozariului”, 1506), care este apoi cumpărat pentru o mare sumă de bani de împăratul Rudolf al II-lea și adus la Praga, unde se găsește și astăzi, în „Národni Galerie”. Întors la Nürnberg, unde se bucură de mare prestigiu, este numit în consiliul orășenesc. În anul 1507 pictează tabloul „Adam și Eva”, versiune plastică a unei gravuri din 1504.
În acest tablou se recunoaște influența Renașterii italiene cu privire la legile perspectivei, ale proporțiilor și ale reprezentării ideale a figurii omenești ca postulat obligatoriu în pictură. În anii 1509-1516 (1511?) realizează pictura „Anbetung der heiligen Dreifaltigkeit” („Adorația Sfintei Treimi”), destinată inițial unei capele din Landau, ajunsă mai târziu în posesia împăratului Rudolf al II-lea. Un punct culminant din această perioadă îl reprezintă cele trei gravuri în cupru „Ritter, Tod und Teufel” („Cavalerul, Moartea și Diavolul”, 1513), „Der heilige Hieronymus”  („Sfântul Ieronim”, 1514) și „Melencolia I” („Melancolia I”, 1514).
Prin aceste opere, Dürer eliberează gravura de funcția auxiliară a pregătirii unor tablouri și îi conferă un rang major în artele plastice. În anii 1511-1513 pictează pentru galeria orașului Nürnberg portretele unora din cei mai reprezentativi împărați germani, printre care portretul lui Carol cel Mare.

### Ultima perioadă a vieții - Opere tardive
Dürer a executat mai multe opere din însărcinarea împăratului Maximilian I, destinate renumelui și fastului imperial, printre care portretul împăratului „pe fond verde” (1519). După moartea lui Maximilian, Dürer încearcă să se apropie de urmașul lui, împăratul Carol Quintul, care îl primește în audiență 1520 într-una din reședințele sale din Țările de Jos și îi acordă o serie de privilegii.
Călătoria în Țările de Jos, reprezintă un adevărat triumf. Magistratul orașului Anvers îi oferă un venit anual de 300 de guldeni-aur, o casă, întreținere gratuită și garanția cumpărării tuturor operelor create, cu condiția de a se stabili în acest oraș. Dürer, îmbolnăvit între timp de malarie, se întoarce totuși la Nürnberg. În această ultimă perioadă a vieții sale, realizează, printre alte opere tardive, cele două tablouri monumentale (1526) reprezentând pe apostolii Petru și Pavel și pe evangheliștii Marcu și Ioan. Tot în acest timp se consacră unor lucrări de tehnică și teorie a artei:
- „Unterweisung der Messung mit dem Zirkel und Richtscheit in Linien, Ebenen und ganzen Körpern”,[25] 1525 (Instruirea măsuratorii cu compasul și bolobocul în linii, plane și volume).
- „Etliche Unterricht zur Befestigung der Stett, Schloss und Flecken”,[26] 1527 (cărți de architectură)
- „Vier Bücher von menschlicher Proportion”, 1528 (Patru cărți, cu proporții umane).

După îmbolnăvirea lui de malarie, Albrecht Dürer se întoarce acasă în Nürnberg, având o splină mărită, pe care o schițează medicului său într-o scrisoare. Albrecht Dürer moare în Nürnberg, la 6 aprilie 1528, cu puțin timp înainte de a împlini 57 de ani. Este înmormântat în cimitirul bisericii Sf. Ioan din Nürnberg  și lasă o avere de 6.000 de guldeni.

## Opere (Selecție)
| Tablou         | Titlu                                                   | An   | Dimensiuni / Material             | Expoziție / Colecție / Proprietar   |
| -------------- | ------------------------------------------------------- | ---- | --------------------------------- | ----------------------------------- |
| Albrecht Dürer | Apostolii Petru și Pavel cu Evangheliștii Marcu și Ioan | 1526 | 215,5 × 76 cm ulei pe lemn de tei | München: Alte Pinakothek            |
| Albrecht Dürer | Adorația Sfintei Treimi                                 | 1511 | 135 × 123,4 cm ulei pe lemn       | Muzeul de Istorie a Artei din Viena |
| Albrecht Dürer | Adam și Eva                                             | 1507 | 209 × 81 cm tablou în ulei        | Madrid: Muzeul "Prado"              |
| Albrecht Dürer | Mâinile rugătoare                                       | 1508 | 29 × 28 cm cerneală               | Viena: Muzeul "Albertina"           |
|                | Monograma lui Dürer                                     | 1498 |                                   |                                     |
|                | Iepure                                                  | 1502 | 25.1 cm × 22.6 cm                 | Viena: Muzeul "Albertina"           |
|                | Melancolia I                                            | 1514 | 24 cm × 18.8 cm                   | Nürnberg                            |
|                | Aripă de dumbrăveancă                                   | 1512 | 19.6 cm × 20 cm, pergament        | Viena: Muzeul "Albertina"           |

## Contribuții științifice
Albrecht Dürer s-a ocupat și de matematică.
Astfel, a întocmit un îndrumător pentru măsurarea cu rigla și compasul.
A descris curba scoică și o generalizare a concoidei lui Nicomede.
A expus construcția spiralelor cu compasul și a descris epicicloida.
A utilizat metoda proiecțiilor ortogonale duble.
S-a ocupat de construcția poligoanelor regulate.
Lucrările lui Dürer se adresează nu numai pictorilor, ci și tehnicienilor și arhitecților, inițiindu-i în construcția figurilor geometrice, iar regulile stabilite fiind însoțite de demonstrații riguroase.
Dürer a scris și un tratat de geometrie descriptivă, devenind astfel un precursor al acestui domeniu înaintea lui Gaspard Monge.